# 韩继业
韩继业（1935年—），男，山东莱芜人，中国运筹学与控制论专家，曾任中国科学院应用数学研究所研究员、博士生导师。